# TEE Gottardo
Il treno TEE Gottardo, dal nome del massiccio delle Alpi Svizzere attraversato in galleria, fu istituito nel 1961 tra Zurigo e Milano Centrale con fermate a Lugano e Como San Giovanni.
Per tutta la durata dell'esercizio sulla rete Trans Europ Express il Gottardo fu affidato agli elettrotreni quadrisistema della serie RAe 1050 delle Ferrovie Federali Svizzere (FFS).
Nel 1965 fu prolungato a Basilea in entrambi i sensi di marcia, ma dal 1969 il capolinea fu riportato a Zurigo nel viaggio di ritorno.
A partire dal 1974 il percorso fu esteso nel solo periodo estivo da Milano a Genova Brignole (Genova Piazza Principe nel 1969) senza fermate intermedie, prolungamento che fu soppresso nel 1980.
Il percorso Basilea-Zurigo fu limitato ai soli giorni feriali nel 1979 e soppresso nel 1982.
Le ultime varianti introdotte furono l'aggiunta della fermata a Bellinzona dal 1985 e il prolungamento alla stazione di Zurigo-aeroporto nel 1987.
Nel 1987 il Gottardo fu l'unico TEE in servizio internazionale che sopravvisse all'istituzione dei treni EuroCity (EC): il suo mantenimento nel raggruppamento Trans Europ Express fu infatti richiesto dalle FFS per il tempo necessario a modificare i cinque elettrotreni quadrisistema RAe 1051-1055 in RABe 1051-1055 con l'aggiunta della seconda classe.
L'uscita dal raggruppamento TEE avvenne nel 1988 non appena fu disponibile un numero sufficiente di elettrotreni trasformati, con i quali il Gottardo continuò il servizio con la classificazione EC.